# Fosfato sódico

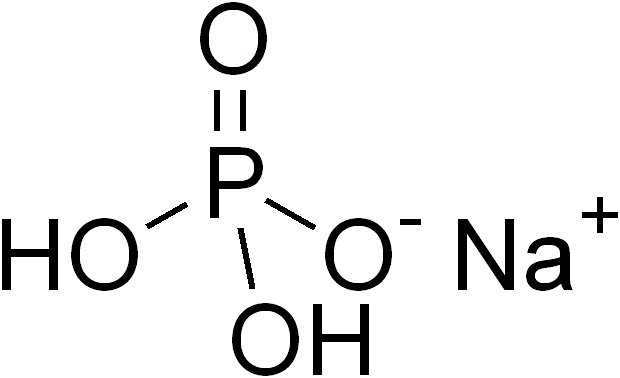
Fosfato monosódico

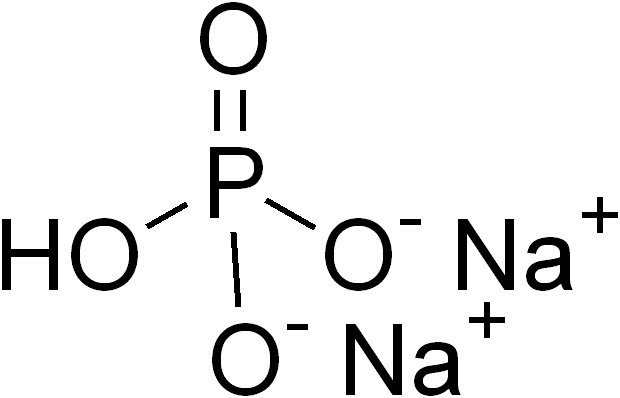
Fosfato disódico

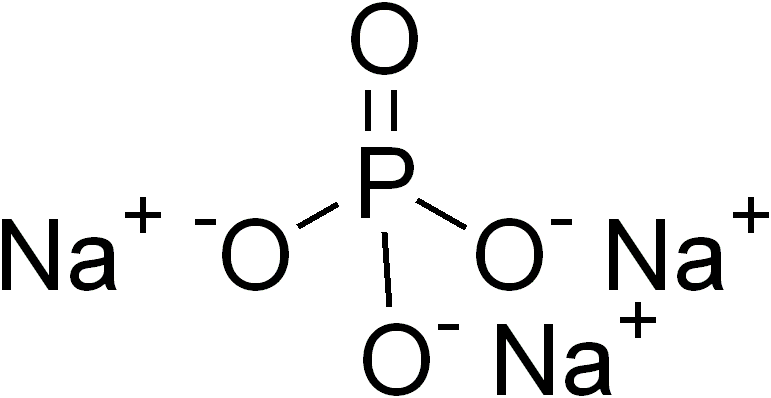
Fosfato trisódico

El término genérico fosfatos de sodio se utiliza para definir las tres diferentes sales del sodio y del ácido fosfórico (H3PO4). En la industria alimentaria, se denominan E 339 y corresponden a:
- fosfato monosódico (NaH2PO4)
- fosfato disódico (Na2HPO4)
- fosfato trisódico (Na3PO4)
- bifosfato de sodio(NaH(PO4)2)

## Obtención
Las sales se encuentran de forma natural en el cuerpo humano y en algunos frutos. Se pueden encontrar en grandes cantidades a partir de rocas fosfóricas.

## Información y uso
Los fosfatos se emplean como aditivos alimentarios principalmente como estabilizantes. Una de sus principales aplicaciones como aditivo es en productos cárnicos, al interactuar con las proteínas disminuyen la pérdida del agua y aumentan la jugosidad del producto. En algunas ocasiones es empleado como un regulador de la acidez y como agente quelante de algunos minerales. El uso más habitual de los fosfatos se da en la industria textil ya que actúan como agentes secuestrante de dureza (calcio y magnesio). De forma particular el fosfato disódico se emplea como mordiente en tintorería. El fosfato trisódico por ejemplo se emplea generalmente en el incremento de la alcalinidad de las disoluciones utilizadas para la limpieza de la tela. 
Los fosfatos son sales esenciales para el funcionamiento del organismo, debido a su capacidad de regular sales minerales en el organismo. El fosfato sódico de celulosa, por ejemplo, se usa para prevenir la formación de cálculos renales. Por otro lado, los fosfatos monosódico y disódico se utilizan en la composición de laxantes de acción osmótica.